# Cathleen Tschirch
Cathleen Tschirch (Dresde, Alemania, 23 de julio de 1979) es una atleta alemana, especialista en la prueba de 4 x 100 m, con la que ha llegado a ser medallista de bronce mundial en 2009.

## Carrera deportiva
En el Mundial de Berlín 2009 gana la medalla de bronce en los relevos 4 x 100 m, tras las jamaicanas y bahameñas (plata), siendo sus compañeras de equipo: Marion Wagner, Anne Möllinger y Verena Sailer.